# Jean Le Clerc de La Herverie
Pour les articles homonymes, voir Jean Le Clerc (homonymie) et Le Clerc.
Jean Le Clerc de La Herverie, né le 4 mai 1952 à Suresnes, est un auteur français de littératures de l'imaginaire. 

## Biographie
Violoniste amateur, il est également collecteur du patrimoine oral breton et collaborateur de l'association Dastum.
Après des études de mathématiques et de langues celtiques, il enseigne en lycée une vingtaine d'années avant d'être nommé directeur de Ti-Embann ar Skolioù, maison d'édition pédagogique en langue bretonne. 
Il publie depuis 1972 une trentaine de  nouvelles de science-fiction et de fantastique en français, ainsi qu'une quinzaine de récits en breton. Il a collaboré avec Christian Vilà, sous le pseudonyme de Sacha-Ali Airelle, utilisé par plusieurs écrivains de SF et co-écrit à deux romans (inédits) avec Jacques Boireau et Daniel Walther. On lui doit également le scénario de la BD Gargoul, dessinée par Bernard Le Moigne et parue en épisodes dans la revue Musique bretonne.  

## Œuvres

### Jean Le Clerc de la Herverie
- Ergad le Composite, éditions Opta, 1976.
- En breton : Seizh tra da ober, roman, éditions Al Liamm, 2018 (prix de breton de la Ville de Quimper 2017)